# Giles Farnaby
Giles Farnaby (Truro, Cornualla, 1560 – Londres, novembre de 1640) fou un compositor anglès.
Un talentós i original, malgrat que desigual compositor de l'Anglaterra jacobina i isabelina, compongué sobretot per l'espineta un instrument molt de moda en aquell temps a Anglaterra.
Els seus pares foren Thomas i Jane Farnaby. Hi ha qui assegura que provenia dels hugonots per part de mare, ja que donà un llegat a les esglésies reformades d'Holanda i França. Thomas era fuster (ebenista), i capacità en Giles (resta escrit) per la fabricació d'embarcacions. Farnaby feu d'ebenista, com ocupació durant la major part de la seva vida.
L'oncle Nicolau també fou ebenista, i especialitzat en fabricà espinetes. Farnabay assoleix la llicenciatura en música, estudiant en la Christ Church, (Oxford) de 1580 a 1592. És probable que Giles estigues treballant en el comerç de la família durant aquest període.
El 1587 es casà, amb Katherine Roane a St. Helen's Church, (Bishopsgate). Dos dels seus fills, Richard i Joyous, també es convertiren en compositors.
El 1592 va escriure i publicà el llibre de Salms de Thomas East's. El 1598, 20 cançonetes a quatre veus. Al redós de 1600 la família Farnaby es traslladà a Aisthorpe (Lincolnshire), on reberen el contracte d'arrendament d'una finca a canvi d'instruir musicalment els fills de Sir Nicholas Saunderson. El 1611 tornaven a Londres on va viure en la parròquia de St. Giles (Cripplegate), fins a la mort de Farnaby.
Llurs obres més conegudes foren llibres per a espineta per Fitzwilliam, pel que compongué 52 peces. El seu fill Richard, també hi aportà 4 peces. A més de la música per a espineta, Farnaby també va compondre madrigals, salms i cançonetes.